# Neobala metapanella
Neobala metapanella är en insektsart som beskrevs av Kramer 1963. Neobala metapanella ingår i släktet Neobala och familjen dvärgstritar. Inga underarter finns listade i Catalogue of Life.